# Хоббс, Франклин
Франклин Уоррен «Фриц» Хоббс IV (англ. Franklin Warren "Fritz" Hobbs, IV; род. 30 июля 1947, Манчестер-бай-те-Си, Массачусетс) — американский гребец, выступавший за сборную США по академической гребле в конце 1960-х — начале 1970-х годов. Серебряный призёр летних Олимпийских игр в Мюнхене, чемпион Панамериканских игр, обладатель серебряной медали чемпионата Европы, победитель и призёр многих регат национального значения. Также известен как инвестиционный банкир, руководитель ряда крупных компаний.

## Биография
Франклин Хоббс родился 30 июля 1947 года в городе Манчестер-бай-Си, штат Массачусетс.
Окончил Гарвард-колледж (1969) и Гарвардскую школу бизнеса (1972). Во время учёбы серьёзно занимался академической греблей, состоял в местной гребной команде «Гарвард Кримсон», неоднократно принимал участие в различных студенческих соревнованиях, в частности в 1967 году находился в составе гарвардской восьмёрки, выигравшей традиционную регату Eastern Sprints. Позже проходил подготовку в клубе Brothers Rowing Club.
Первого серьёзного успеха на взрослом международном уровне добился в сезоне 1967 года, когда вошёл в основной состав американской национальной сборной и побывал на Панамериканских играх в Виннипеге, откуда привёз награду золотого достоинства, выигранную в восьмёрках. Также выступил на чемпионате Европы в Виши, где в той же дисциплине стал серебряным призёром — в финале уступил команде из Западной Германии.
Благодаря череде удачных выступлений удостоился права защищать честь страны на летних Олимпийских играх 1968 года в Мехико — здесь попасть в число призёров не смог, финишировал в восьмёрках шестым.
Находясь в числе лидеров гребной команды США, благополучно прошёл отбор на Олимпийские игры 1972 года в Мюнхене — на сей раз в составе экипажа-восьмёрки в главном финале пришёл к финишу вторым, пропустив вперёд только команду из Новой Зеландии, и тем самым завоевал серебряную олимпийскую медаль. Вскоре по окончании этих соревнований принял решение завершить спортивную карьеру.
Впоследствии стал достаточно успешным инвестиционным банкиром в Нью-Йорке, в течение 25 лет работал в компании Dillon, Read & Co., в том числе последние пять лет занимал должность главного исполнительного директора. Позже занимал руководящие посты в таких крупных компаниях как UBS, Houlihan Lokey, Molson Coors, Lord Abbett, Ally Financial, BAWAG P.S.K. и др.
Его младший брат Билл Хоббс тоже добился определённых успехов в академической гребле, так же является серебряным призёром Олимпийских игр.